# Додонов, Александр Дмитриевич
Алекса́ндр Дми́триевич Додо́нов (1946—2018) — туркменский государственный деятель.

## Биография
Родился 18 ноября 1946 года в Ашхабаде.
В 1965 году окончил Ашхабадский гидростроительный техникум.
Окончил Туркменский политехнический институт, по специальности — инженер-экономист. Окончил Ташкентскую высшую партийную школу по специальности «политология».
С 1968 года работал в системе треста «Туркменнефтегазстрой» и Министерства сельского хозяйства ТССР. В 1991 году — член бюро, 2-й секретарь ЦК КП ТССР.
С декабря 1991 года— заместитель Председателя Верховного Совета ТССР, заместитель Председателя Меджлиса Туркменистана.
С 7 ноября 1994 года по 14 апреля 1998 года — начальник Службы контроля Президента Туркменистана.
С 27 декабря 1994 года по 5 августа 1997 года — исполнительный директор Международного фонда Сапармурата Туркменбаши.
С 22 августа 1996 по 14 апреля 1998 года — заместитель Председателя Кабинета министров Туркменистана.
С 11 октября 1996 года по 16 июля 1998 года — министр мелиорации и водного хозяйства Туркменистана.
После отставки переехал в Россию.
17 апреля 2002 года заявил о переходе в открытую политическую оппозицию режиму Сапармурата Ниязова.
Умер 10 января 2018 года в Москве.

## Награды и звания
- Медаль «Гайрат» (1993)
- Медаль «За любовь к Отечеству» (1996)